# Manfred Baumgardt

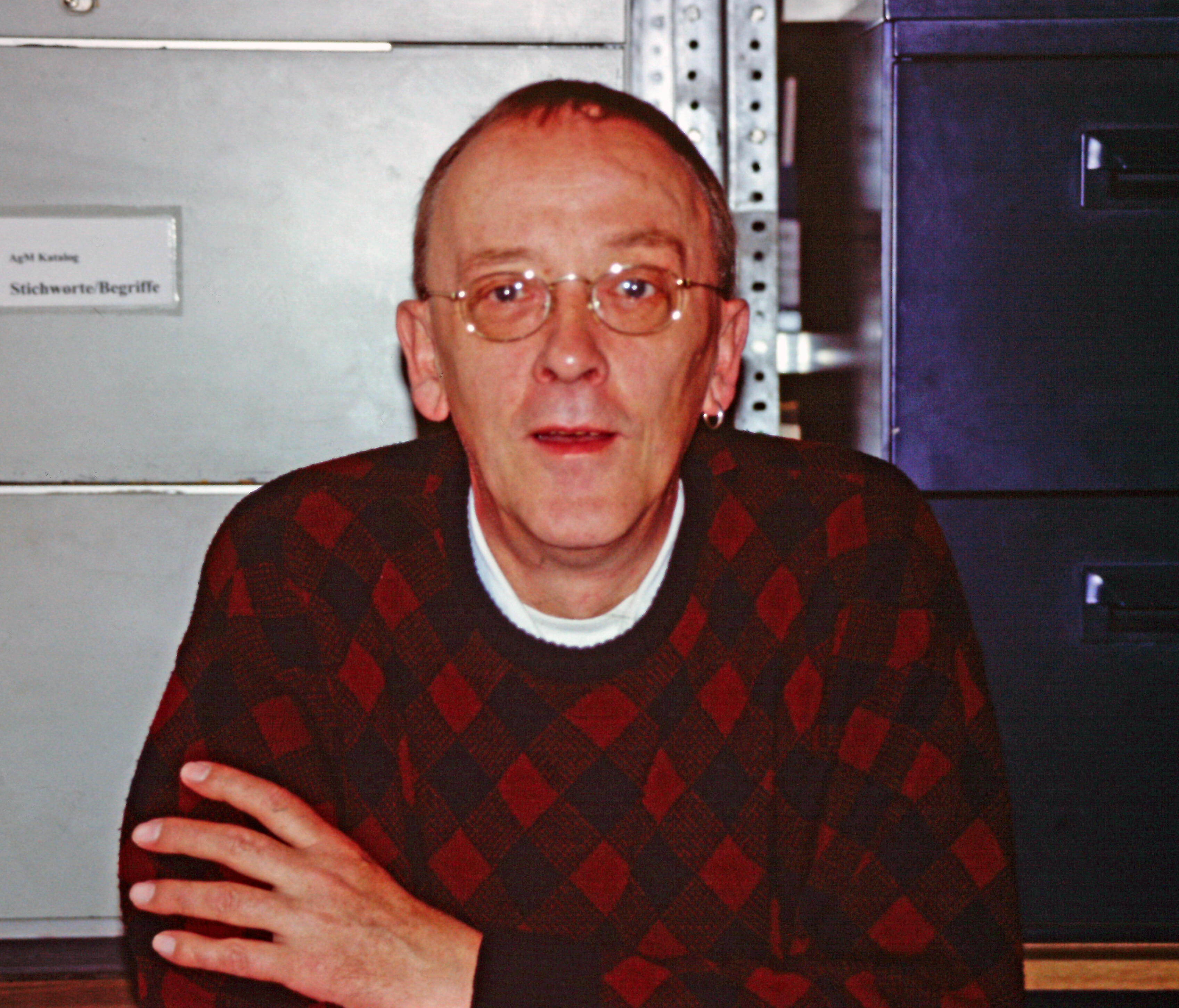
Manfred Baumgardt (2000)

Manfred Baumgardt (* 1947 in Hundelshausen) ist ein deutscher Historiker, Politologe und LGBT-Aktivist.
Baumgardt entstammt einer katholischen Arbeiterfamilie und wuchs in Hundelshausen auf. Der Vater Wilhelm Baumgardt wirkte auch in der katholischen Gemeinde als Organist, war jedoch Kommunist.
Nach seiner Kaufmannslehre und dem Abitur auf dem zweiten Bildungsweg am Theodor-Litt-Kolleg in Kassel studierte Baumgardt Geschichte am Friedrich-Meinecke-Institut und Politikwissenschaft am Otto-Suhr-Institut der Freien Universität Berlin. Seine Diplomarbeit schrieb er bei Johannes Agnoli.
Anfangs wirkte Baumgardt als Gymnasiallehrer, engagierte sich aber bald über Jahre in der Schwulenbewegung. Seit 1985 baute Baumgardt in Berlin eine Bibliothek und ein Archiv zur Schwulenbewegung in Deutschland auf und war gemeinsam mit Andreas Sternweiler und Wolfgang Theis Mitbegründer des Schwulen Museums. Er arbeitete auch intensiv in der Magnus-Hirschfeld-Gesellschaft mit.

## Schriften
- Manfred Baumgardt, Ralf Dose, Manfred Herzer, Hans-Günter Klein, Ilse Kokula, Gesa Lindemann: Magnus Hirschfeld – Leben und Werk. Ausstellungskatalog. Westberlin: rosa Winkel, 1985 (Schriftenreihe der Magnus-Hirschfeld-Gesellschaft 3)
  - 2. erw. Aufl. Mit einem Nachwort von Ralf Dose. Hamburg: von Bockel, 1992. (Schriftenreihe der Magnus-Hirschfeld-Gesellschaft 6)
- Es stand alles in der Zeitung. Witzenhausen in der Zeit des Terrors 1933–1945. Book on Demand, Hamburg, 2. Auflage 2016. ISBN 978-3-7392-2929-4